# Stunt 101
«Stunt 101» — дебютний сингл американського реп-гурту G-Unit з першого студійного альбому Beg for Mercy. Наразі є найуспішнішим окремком колективу.

## Відеокліп
В інтро показано Бренді, 50 Cent починає загравати з нею. Обох по місту на високій швидкості переслідує поліція. 50 Cent, Ллойд Бенкс та Young Buck читають свої куплети окремо: Фіфті — в гаражі та у провулку, Бенкс — у кімнаті, де скрізь гроші, зокрема в сушарці, всередині якої вони перевертаються. Бак сидить у кімнаті, наповненій грошима, які він підраховує, вночі — на вулиці з автомобілевозом. Спільна для всіх локація: велетенський гараж з моделями, які миють авта. Наприкінці відео поліція заїжджає до провулок, світячи ліхтариками на стіну вони помічають ґрафіті-теґ «Free Yayo» (укр. «Свободу Єйо»). Камео: The Game, Mr. Porter.

## Чартові позиції
| Чарт (2003)              | Найвища позиція |
| ------------------------ | --------------- |
| Австралія                | 32              |
| Австрія                  | 72              |
| Велика Британія          | 25              |
| Ірландія                 | 23              |
| Німеччина                | 39              |
| Нова Зеландія            | 13              |
| США                      | 13              |
| US Hot Rap Tracks        | 5               |
| US Hot R&B/Hip-Hop Songs | 7               |
| Фландрія                 | 41              |
| Франція                  | 63              |
| Швейцарія                | 19              |

| «Stunt 101» у Billboard Hot 100 | «Stunt 101» у Billboard Hot 100 | «Stunt 101» у Billboard Hot 100 | «Stunt 101» у Billboard Hot 100 | «Stunt 101» у Billboard Hot 100 | «Stunt 101» у Billboard Hot 100 | «Stunt 101» у Billboard Hot 100 | «Stunt 101» у Billboard Hot 100 | «Stunt 101» у Billboard Hot 100 | «Stunt 101» у Billboard Hot 100 | «Stunt 101» у Billboard Hot 100 | «Stunt 101» у Billboard Hot 100 | «Stunt 101» у Billboard Hot 100 | «Stunt 101» у Billboard Hot 100 | «Stunt 101» у Billboard Hot 100 | «Stunt 101» у Billboard Hot 100 | «Stunt 101» у Billboard Hot 100 | «Stunt 101» у Billboard Hot 100 | «Stunt 101» у Billboard Hot 100 | «Stunt 101» у Billboard Hot 100 |
| Тиждень                         | 1                               | 2                               | 3                               | 4                               | 5                               | 6                               | 7                               | 8                               | 9                               | 10                              | 11                              | 12                              | 13                              | 14                              | 15                              | 16                              | 17                              | 18                              |                                 |
| ------------------------------- | ------------------------------- | ------------------------------- | ------------------------------- | ------------------------------- | ------------------------------- | ------------------------------- | ------------------------------- | ------------------------------- | ------------------------------- | ------------------------------- | ------------------------------- | ------------------------------- | ------------------------------- | ------------------------------- | ------------------------------- | ------------------------------- | ------------------------------- | ------------------------------- | ------------------------------- |
| Позиція                         | 80                              | 47                              | 28                              | 17                              | 15                              | 13                              | 13                              | 15                              | 21                              | 25                              | 27                              | 27                              | 43                              | 60                              | 75                              | 84                              | 100                             | 97                              |                                 |